# Долина (Павлоградський район)
Доли́на — село в Україні, у Юр'ївській селищній громаді Павлоградського району Дніпропетровської області.

## Географія
Село Долина розташоване за 1 км від правого берега річки Мала Тернівка на березі великого штучного озера, за 0,5 км від села В'язівське-Водяне.

## Історія
Село засноване до 1932 року, точна дата не відома.
10 серпня 2016 року, в ході децентралізації, Варварівська сільська рада об'єднана з Варварівською сільською громадою.
12 червня 2020 року, відповідно до розпорядження Кабінету Міністрів України № 709-р «Про визначення адміністративних центрів та затвердження територій територіальних громад Дніпропетровської області», увійшло до складу Юр'ївської селищної громади.
19 липня 2020 року, в результаті адміністративно-територіальної реформи та ліквідації Юр'ївського району, село увійшло до складу Павлоградського району.

## Населення
Населення за переписом 2001 року становило 117 осіб.
Станом на 2016 рік кількість населення становило 82 особи.